# İzmir
İzmir (pronunție turcă: [ˈizmiɾ]; în trecut Smirna; în greacă: Σμύρνη, Smýrni) este un oraș din sud-vestul Turciei cu circa 3.000.000 locuitori.
Este situat pe țărmul Mării Egee în golful cu același nume. Este al treilea oraș ca mărime în Turcia după Istanbul și Ankara. Orașul actual este așezat pe vatra vechii cetăți grecești Smyrna. După numeroase dispute între Turcia și Grecia, Izmirul a intrat sub autoritate turcească în anul 1922. Astăzi este un oraș modern cu rețele stradale noi, autostrăzi și un aeroport. 

## Istoric
Comunitatea creștină este atestată încă din primul secol, una din cele șapte scrisori din cartea Apocalipsei fiind adresată smirnenilor. În anul 155 a avut loc aici judecarea și condamnarea episcopului Policarp, fapt relatat în Martiriul Sfântului Policarp (sec. al II-lea).
De-a lungul secolelor a fost permanent un oraș multi-etnic, în care populațiile au coexistat mai mult sau mai puțin în bună înțelegere. În 1818, călătorul William Jowett a descris distribuția populației din Smirna (acum Izmir): 60.000 de turci, 40.000 de greci, 10.000 de evrei, 3.000 de latini, 7.000 de armeni. După Primul Război Mondial și schimburile de populație dintre Grecia și Turcia din 1923 populația creștină a fost expulzată din oraș. 

## Personalități născute aici
- Policarp de Smirna (69 d.Hr. - 155), martir creștin;
- Irineu de Lyon (? - 202?), teolog grec;
- İsmet İnönü (1884 - 1973), general, politician turc;
- Giorgos Seferis (1900 - 1971), poet turc; Premiul Nobel pentru Literatură;
- Aristotel Onassis (1906 - 1975), armator grec;
- Arda Mandikian (1924 - 2009), soprană greco-armeană.

## Imagini

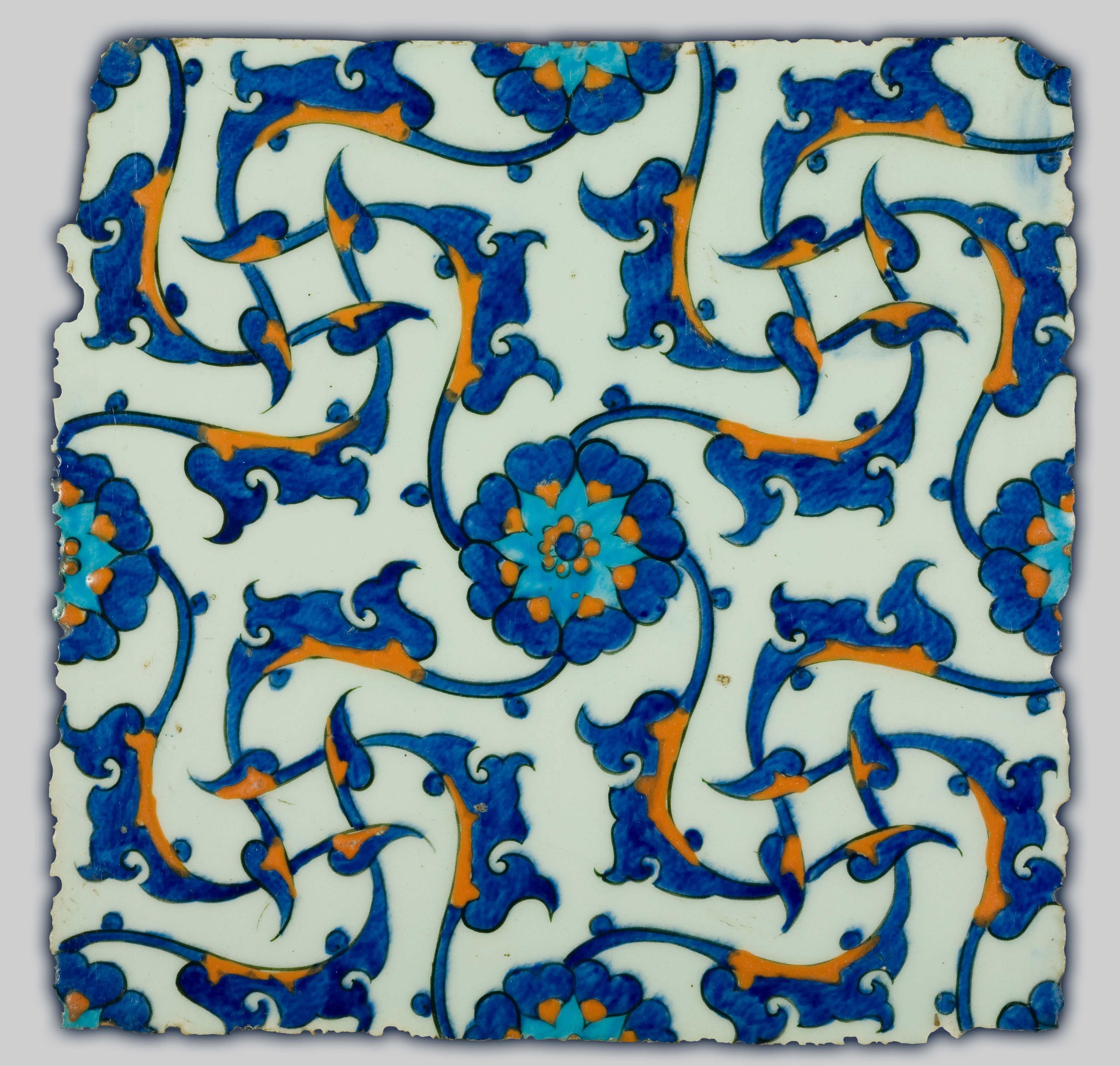
Ceramică de İzmir
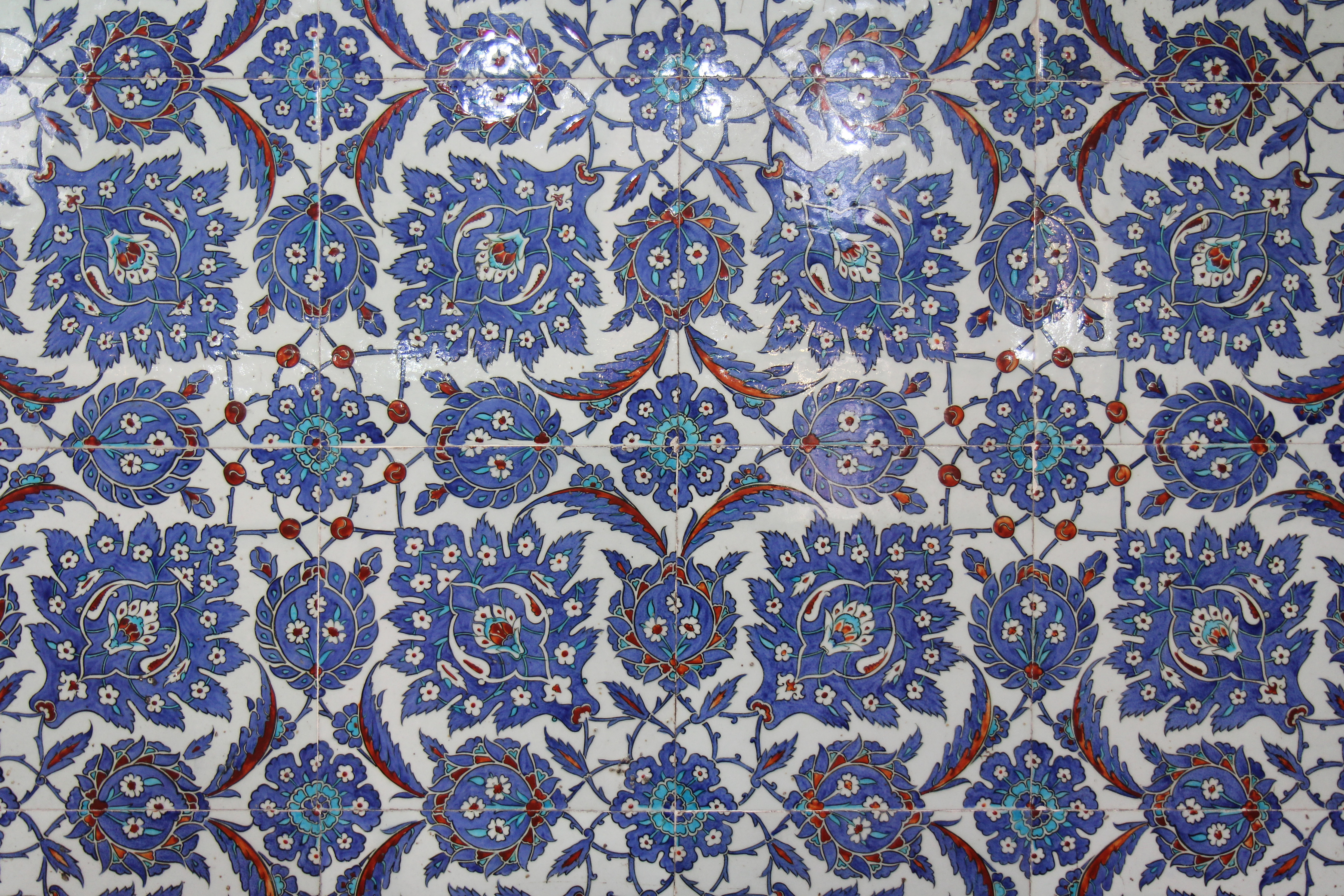
Ceramică de İzmir
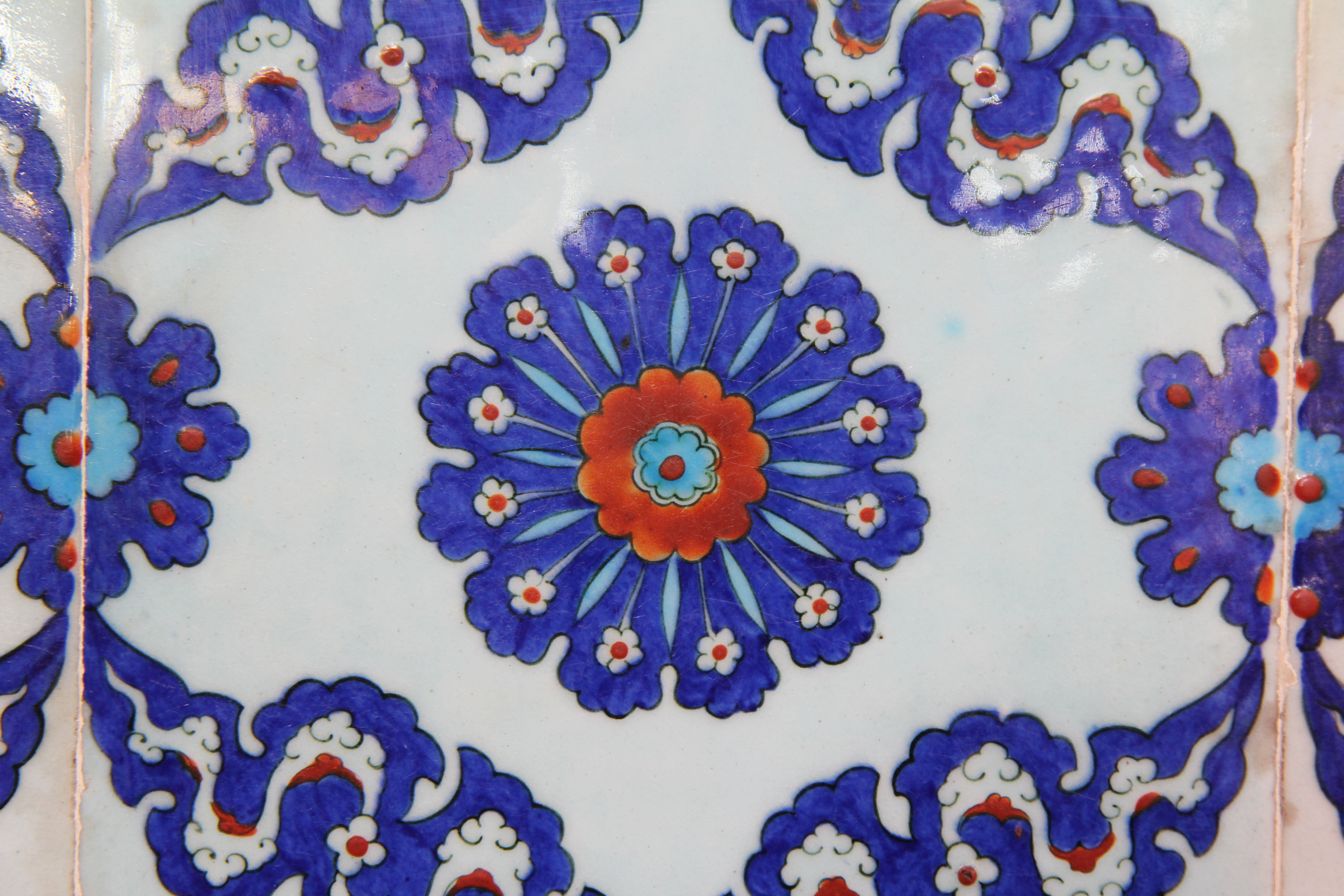
Ceramică de İzmir

1. ↑  http://www.citypopulation.de/Turkey-RBC20.html December 2011 address-based calculation of the Turkish Statistical Institute as presented by citypopulation.de